# Richard Horn (MfS-Mitarbeiter)
Richard Horn (* 20. Februar 1904 in Marienthal; † 11. November 1977 in Bernau) war ein deutscher Kommunist, Interbrigadist und Offizier des Ministeriums für Staatssicherheit (MfS) der DDR. Er war von 1952 bis 1953 Leiter der Bezirksverwaltung Neubrandenburg des MfS.

## Leben
Horn, Sohn eines Brunnenbauers, besuchte die Volksschule, erlernte ab 1918 den Beruf des Schlossers und arbeitete bis 1928 in dem Beruf. Nach einer Tätigkeit als Schweißer im Jahr 1929, war er von 1930 bis 1933 arbeitslos bzw. Gelegenheitsarbeiter.
Horn trat 1923 in die Kommunistische Partei Deutschlands (KPD) ein. Im Jahr 1933 emigrierte er in die Tschechoslowakei und leistete illegale Parteiarbeit. Von 1937 bis 1939 kämpfte er als Interbrigadist im Spanischen Bürgerkrieg, war Politkommissar einer Kompanie. Horn wurde 1939 in Frankreich interniert und kam 1940 in deutsche Gefangenschaft. Unter falschem Namen musste er dann Zwangsarbeit in Brüx leisten. Noch vor Ende des Zweiten Weltkriegs kehrte er im Februar 1945 nach Marienthal zurück.
Im selben Jahr wurde er Bürgermeister in Hirschfelde (Kreis Zittau) und 1946 Mitglied der Sozialistischen Einheitspartei Deutschlands (SED).
Horn wurde 1947 Sekretär im FDGB-Kreisvorstand Zittau und 1948 Kontrollbeauftragter der sächsischen Landeskontrollkommission in Zittau. Im Oktober 1949 erfolgte seine Einstellung bei der Verwaltung zum Schutz der Volkswirtschaft Sachsen (ab Februar 1950 Länderverwaltung Sachsen des MfS). Er war zunächst Leiter der Kreisdienststelle (KD) Großenhain des MfS und ab Mai 1952 Stellvertreter Operativ des Leiters der Länderverwaltung Sachsen. Nach der Verwaltungsreform und der Auflösung der Länder im Sommer 1952, wurde er im Juli 1952 Leiter der neugebildeten Bezirksverwaltung (BV) Neubrandenburg mit Sitz in Neustrelitz. 1953 wurde er zum Oberstleutnant befördert.
Im Sommer 1953 bat er um seine Entlassung, da er die damals übliche Praxis des MfS der umfangreichen Verhaftungen und tagelangen Verhören ablehnte, die von seinem sowjetischen „Berater“ gefordert wurden. Nach Kritik an seiner Arbeit durch die SED-Bezirksleitung und die MfS-Leitung wurde er im November 1953 von seiner Funktion entbunden. Im Februar 1954 wurde er Stellvertreter Operativ des neuen Leiters der BV Neubrandenburg Franz Schkopik und im November 1954 auf eigenen Wunsch aus dem MfS entlassen. Er wurde zunächst Abteilungsleiter beim Rat des Bezirkes in Neustrelitz, 1955 stellvertretender Vorsitzender des Rates des Kreises Templin und 1956 Abteilungsleiter beim Rat des Kreises Bernau. Im Jahr 1960 wurde er Mitarbeiter der Kaderabteilung an der Gewerkschaftshochschule „Fritz Heckert“ in Bernau. Horn wurde 1961 entlassen und lebte als Rentner in Bernau. Hier war er als Mitglied des Kreiskomitees der Antifaschistischen Widerstandskämpfer aktiv.
Horn starb im Alter von 73 Jahren in Bernau. Seine Trauerfeier fand im Krematorium Berlin-Baumschulenweg unter Teilnahme der ehemaligen Interbrigadisten Kurt Höfer und Ernst Scholz statt.

## Auszeichnungen
- 1955 Vaterländischer Verdienstorden in Bronze und 1974 in Silber